# 中華人民共和国におけるイスラムフォビア
本項では中華人民共和国におけるイスラムフォビア（ちゅうかじんみんきょうわこくにおけるイスラムフォビア）について述べる。イスラムフォビアはイスラームやムスリムに対して不安や恐怖、敵意、拒絶を表現する一連の言説や振る舞い、構造を意味する。以下で特記なき場合、「中国」は中華人民共和国を指す。
中国においてムスリムに対するネガティブな見方や態度は広がっており、宗教活動の法的制約に直面しているムスリムコミュニティもある。収容所に抑留されているムスリムは禁忌の豚肉を強制摂食させられているなどとされる。また住民の自由意志の観点から、ラマダーン期間の断食は規制されている。
21世紀において、中国メディアによるムスリムについての報道は一般に否定的なもので、ソーシャルメディアではイスラムフォビア的なコンテンツが広がっている。反ムスリムの態度は、中国政府とムスリムの政治機構の間の歴史的衝突や国内外のテロリズムに関する現代のレトリックが関係している。

## 歴史
近年の学者たちは、同治陝甘回乱のような漢人とムスリム間の歴史的衝突が、一部の漢人によって、現代中国における反ムスリム的信念・偏見を煽りあるいは正当化するために利用されてきたと論じる。学者や研究者は、また、西洋社会のイスラムフォビアや「テロとの戦い」が中国国内での反ムスリム感情と慣行の主流化の一因になったと主張している。中東研究所が2018年に行った中国在住の中東の人々に対するインタビューでは、概して差別を報告されなかったが、あるイエメン人学生は、自身がムスリムであることを明かした際に、好意的でない反応をする中国人もいたと述べている。

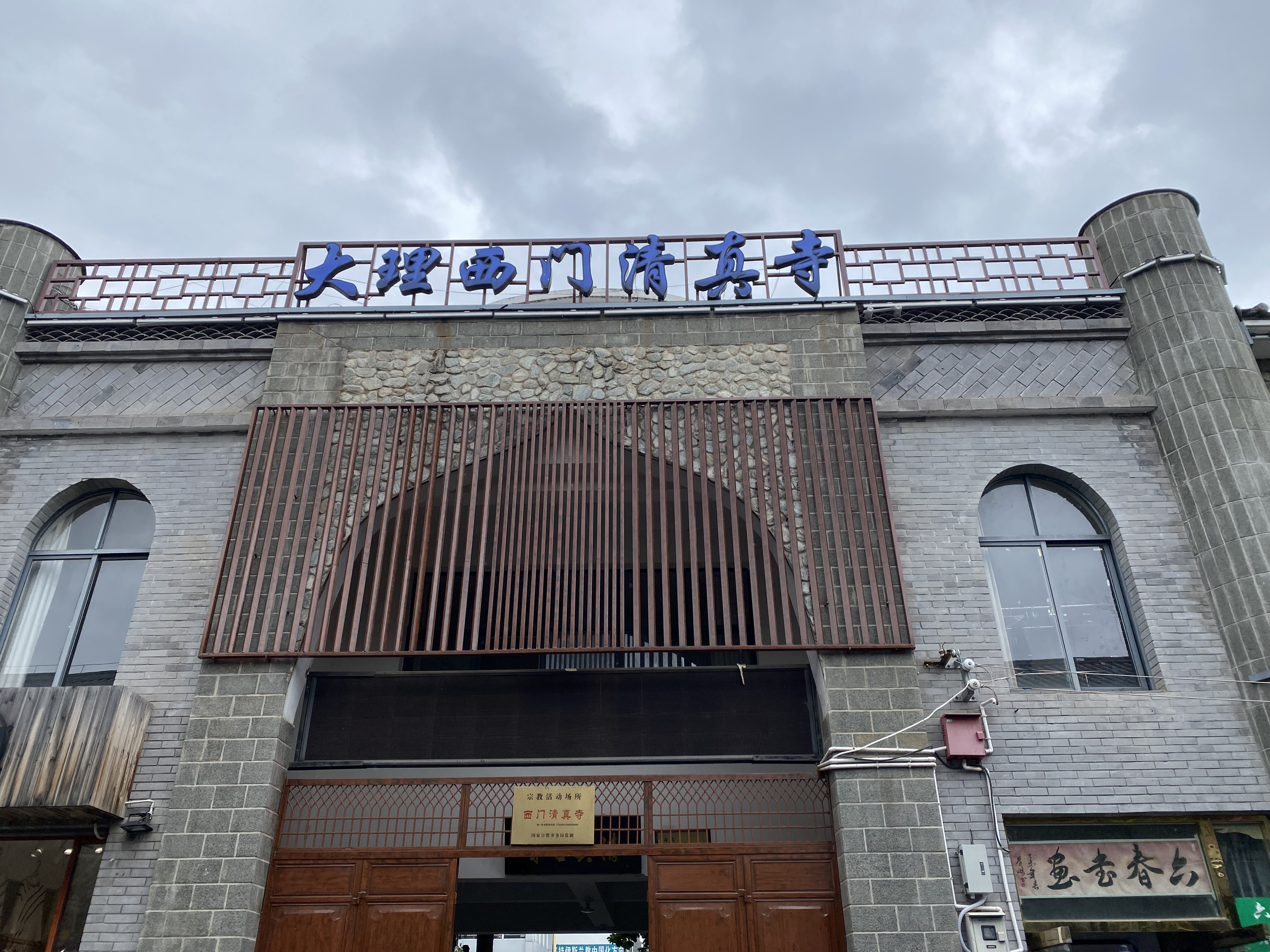
「中国化」政策によりドームが撤去されたモスク。

新疆ウイグル再教育収容所や拘置所に収容されているムスリムが、豚肉を強制摂食させられていたとの報告がある。習近平が中国共産党中央委員会総書記に就任して以来、対イスラームキャンペーンは回族や海南省の回輝人コミュニティにまで広げられている。2023年、米国公共ラジオ放送NPRは、中国政府がパスポートの没収といった方法で、国内ムスリムのハッジを積極的に妨げていると報じた。ウイグル人コミュニティ内で子どもにイスラーム教育を施すことは禁止されており、子どもにクルアーンを教えることは刑事訴追の対象となっている。2023年には、ミナレットとドーム屋根を取り壊すことにより雲南省のモスクを「中国化」するという政府の政策が、信徒との衝突を引き起こした。
一連のテロ攻撃や2015年欧州難民危機の発生以後、イスラームやムスリムに対する敵意が急増した。観察者は、ムスリムについての否定的なステレオタイプは中国に長く存在してきたが、イスラムフォビアの世界的増長やフェイクニュースの影響、中国政府のムスリムに対する行動を受けて、中国国内のイスラムフォビアが悪化したと論じた。
一方で中国は、イスラムフォビアと闘うための国連のプログラムを支持しており、『文明の衝突』論に反対する外交的言説のなかで、そのような国連の取り組みに対する中国の貢献を強調している。

## メディア

### 伝統的メディア
中国の伝統的メディアは、政府の厳しい検閲のもと、国内の様々な民族集団や宗教の結束を実現することやイスラーム諸国との外交関係を考慮して、民族問題、特にムスリムの問題を非常に慎重に報じてきた。 
米国拠点のRose LuqiuとFan Yangは、国営中国中央テレビの分析結果として、中国国内の反ムスリム感情は、主にウイグル人によるテロ攻撃についての報道と政府が少数民族を優遇しているとするプロパガンダ報道が繰り返されたことにより拍車がかかったと述べている。この2018年の分析では、イスラームやムスリムに関するニュース報道は概してネガティブなものだったことがわかった。ムスリムの日常生活についての報道は乏しく、特に2007年以降はムスリムによる国内外のテロ攻撃を繰り返し報道しているという。また、多くの非ムスリム中国人がイスラームやムスリムに対して否定的な見方を持っていることもわかり、メディアにおける否定的描写を認識している国内ムスリムもいた。 

### オンライン
2017年、AP通信のGerry Shihは、オンラインソーシャルメディアの投稿におけるイスラムフォビア的なレトリックを、少数派ムスリムに対する大学の入学者選考での制度的優遇措置や家族人数制限の免除に関して、不公平だという認識によるものだと説明した。翌年にサウスチャイナ・モーニング・ポスト紙は同様に、オンライン上の中国のイスラムフォビアが「ますます広がっている」とした上で、ムスリムへの制度的優遇措置や新疆でのテロ攻撃のニュースがとりわけ原因であると報じた。カリフォルニア大学サンディエゴ校が2018年に行った、77,642件のテンセントQQでの投稿の調査では、オンライン上のイスラムフォビアは、ムスリムの人口割合がより高い省に特に集中していたことが示された。中国国内でのハラール製品の普及に反対するオンライン運動も確認されている。
上述のLuqiuとYangは、2019年にWeiboに投稿されたイスラームに関する1万件以上のポストから、反ムスリム感情が共通のフレームとして含まれていることを分析した。中国国内のムスリムユーザーは、漢族中心主義的な言説や政府の検閲のために、他者に自分たちの信仰を理解してもらうことについて困難に直面していると報告した。
コロンビア・ジャーナリズム・レビューのトニー・リンによると、WeiboやWeChatのような人気のあるサイトで、西洋の極右メディアから引っ張ってきた反ムスリム的フェイクニュースが拡散されている。また、2019年のクライストチャーチモスク銃乱射事件の後、中国のソーシャルメディアや事件を報じた様々な主流メディアサイト上で最も好まれたコメントは、反ムスリムや犯人への支持を明らかにするものだったという。ただし、彼はそのようなコメントは中国の人々を代表するものでもないとも書いている。他にも、この事件に対するネチズンの反応は多様なものであったと報じる記事がある。